# Martynas Pocius

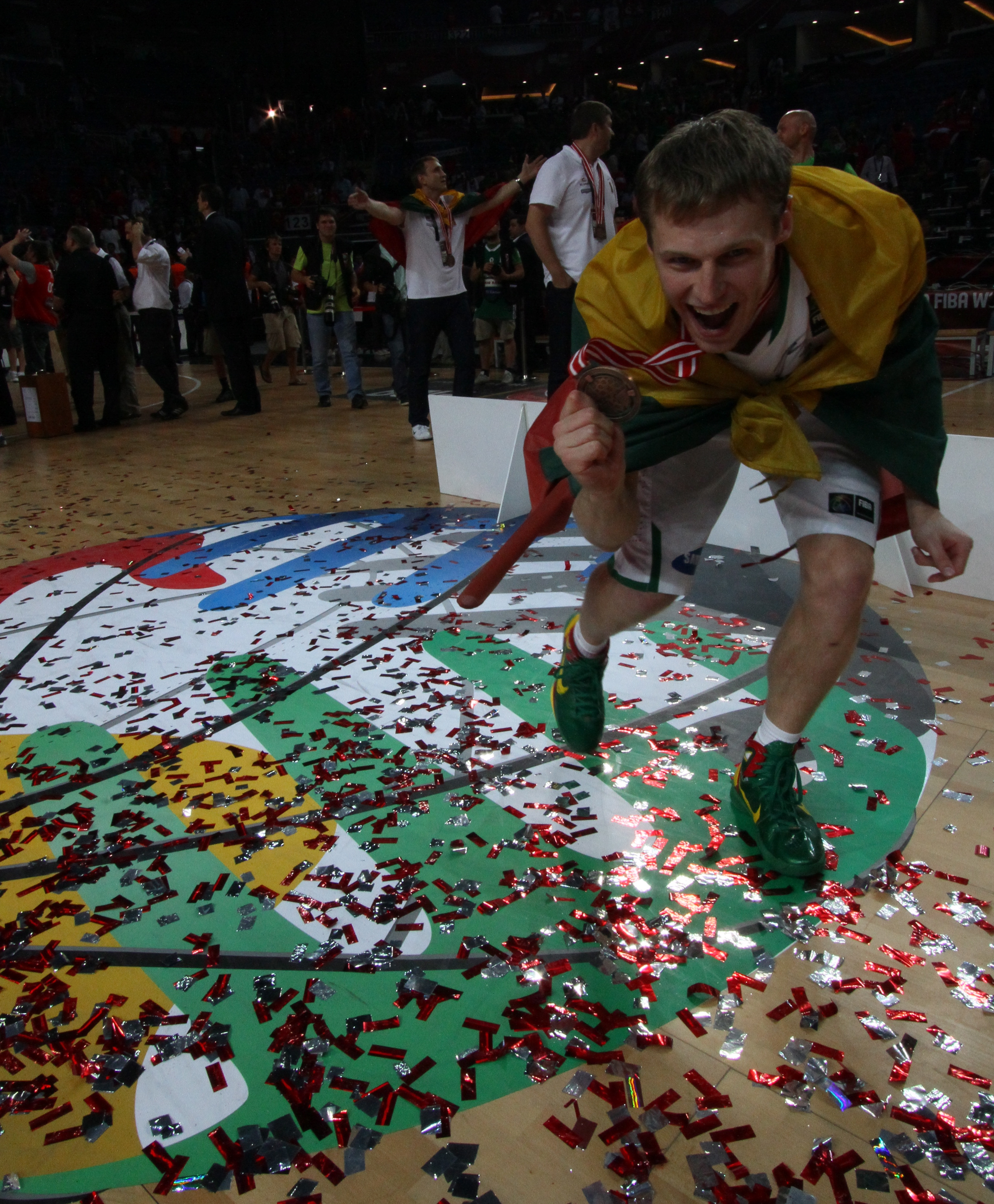
Pocius celebrujący zdobycie brązowego medalu mistrzostw świata 2010.

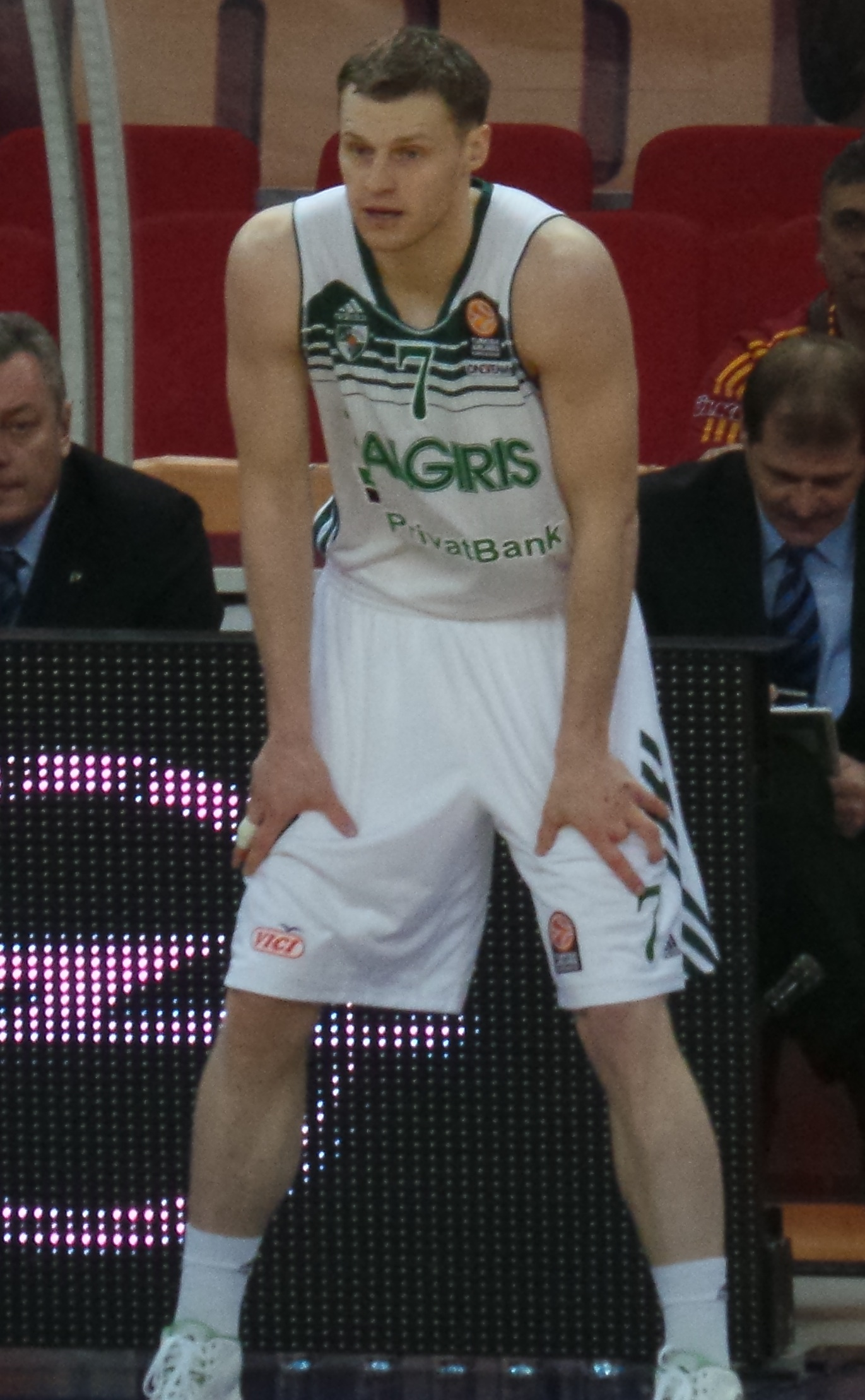
Pocius w barwach Žalgirisu Kowno (2014).

Martynas Pocius (ur. 28 kwietnia 1986 w Wilnie) – litewski koszykarz, grający na pozycjach rzucającego obrońcy lub niskiego skrzydłowego. Obecnie jest współpracownikiem do spraw operacji koszykarskich w klubie Denver Nuggets.
Droga na europejski szczyt nie była dla Marty'ego łatwa. W wieku trzynastu lat, podczas jednej ze szkolnych lekcji, Litwin niemalże amputował sobie trzy palce w lewej dłoni. Długa operacja uratowała dwa z nich – chłopak stracił środkowy palec na zawsze. Pocius się nie poddał, kontynuując grę w koszykówkę. Nieocenione w tych ciężkich chwilach okazało się wsparcie ojca, który dopingował go w spełnianiu marzeń. „Będziesz inny, ale musisz pokazać ludziom, do czego tak naprawdę jesteś zdolny", mówił synowi, a ten go posłuchał. W roku 2005 przeniósł się do Stanów Zjednoczonych, gdzie trenował w prywatnej szkole Holderness w New Hampshire, skąd trafił do prestiżowego Uniwersytetu Duke'a. Zanim szkołę ukończył, rozegrał cztery sezony pod okiem Mike'a Krzyżewskiego.
W 2005 wystąpił w meczu wschodzących gwiazd - Nike Hoop Summit.
W roku 2017 ogłosił o zakończeniu swojej kariery za sprawą niekończących się traum.

## Osiągnięcia
Na podstawie, o ile nie zaznaczono inaczej.

### NCAA
- Uczestnik:
  - rozgrywek Sweet 16 turnieju NCAA (2006, 2009)
  - turnieju NCAA (2006–2009)
- Mistrz:
  - turnieju konferencji Atlantic Coast (ACC – 2006, 2009)
  - sezonu regularnego ACC (2006)

### Klubowe
- Mistrz:
  - ligi bałtyckiej (2010, 2011)
  - Hiszpanii (2013)
  - Litwy (2011, 2014, 2016)
- Wicemistrz:
  - Euroligi (2013)
  - Hiszpanii (2012)
  - Litwy (2010)
- Zdobywca:
  - pucharu:
    - Hiszpanii (2012)
    - Litwy (2011)

  - superpucharu Hiszpanii (2012)
- Finalista Pucharu Litwy (2010, 2016)
- Brąz:
  - pucharu Litwy (2014)
  - superpucharu Hiszpanii (2012)

### Indywidualne
- Uczestnik meczu gwiazd ligi litewskiej (2010, 2011, 2014)

### Reprezentacja
- Wicemistrz:
  - Wicemistrz Europy (2013)
  - kwalifikacji olimpijskich (2012)
- Brązowy medalista mistrzostw świata (2010)
- Uczestnik:
  - mistrzostw:
    - świata (2010, 2014 – 4. miejsce)
    - Europy:
      - 2011 – 5. miejsce, 2013
      - U–20 (2006 – 7. miejsce)
      - U–18 (2004 – 9. miejsce)

  - uniwersjady (2009 – 5. miejsce)
  - igrzysk olimpijskich (2012 – 8. miejsce)